# The Dawn of the Dying Sun
The Dawn of the Dying Sun – drugi album studyjny norweskiego zespołu Hades, wydany jeszcze przed zmianą nazwy na Hades Almighty.
Został nagrany na przełomie czerwca i lipca 1997 roku w norweskim studiu nagraniowym Grieghallen Studio, wydany tego samego roku przez amerykańską wytwórnię muzyczną Full Moon Productions. Tekst "Alone Walkyng" jest autorstwa Richarda Chaucera i pochodzi z 1572 roku.

## Lista utworów
1. „The Dawn of the Dying Sun” – 3:32
2. „Awakening of Kings” – 6:10
3. „Apocalyptic Prophecies (The Sign of Hades)” – 6:00
4. „Alone Walkyng” – 10:28
5. „Crusade of the Underworld Hordes” – 6:21
6. „The Tale of a Nocturnal Empress” – 6:07
7. „The Red Sun Mocks My Sadness” – 2:39
8. „Pagan Prayer” – 6:16

W 2010 ukazała się reedycja albumu, poszerzona o następujące utwory:
1. „For All Those Who Have Died” (cover Bathory)
2. „Alone Walkyng” (na żywo, Bergen 1996)
3. „Death In Pleasure - Death In Pain” (z 2000 roku)

## Twórcy
| Hades w składzie - Jan Otto „Janto” Garmanslund – śpiew, gitara basowa, gitara akustyczna - Jørn Inge Tunsberg – gitara, instrumenty klawiszowe, wokal wspierający - Remi Andersen – perkusja, śpiew - Stig Hagenes – gitara | Personel - Eirik Hundvin – producent - Jørgen Træen – inżynier dźwięku - Kristi Ravn – projekt okładki - Eyeball Explosion – zdjęcia - Catherine Damoiseaux – zdjęcia |